# دانشگاه اهلیا
دانشگاه اهلیا (به عربی: الجامعة الأهلیة) یک دانشگاه در بحرین است که در منامه واقع شده‌است.